# Aleksander Benedykt Wyhowski
Aleksander Benedykt Wyhowski herbu Abdank (ur. 1649, zm. 28 grudnia 1714 roku na zamku w Torczynie) – biskup łucki, mianowany przez Jana III Sobieskiego w kwietniu 1696 referendarzem wielkim litewskim, opat sieciechowski, opat benedyktynów na Św. Krzyżu (1690-1705). Zaufany Augusta II. Objęty ekskomuniką przez papieża Aleksandra VIII za siłowe wejście na stołek opaci w klasztorze łysogórskim.
Był członkiem konfederacji sandomierskiej 1704 roku.

## Okres w opactwie łysogórskim
Nominację do stołu opaciego na Świętym Krzyżu otrzymał w roku 1689. Opat po spornej elekcji od 10 stycznia 1690 – do 1705. Wcześniej sekretarz królewski Jana III Sobieskiego.
Wprowadzony do klasztoru siłą wbrew woli konwentu, który wybrał swojego opata Krystyna Mireckiego zatwierdzonego przez papieża Innocentego XI.
Na elekcji w roku 1689 pomimo wsparcia delegatów królewskich, nuncjusza i ówczesnego biskupa uzyskał zaledwie jeden głos poparcia.

Dnia 10 stycznia 1690 r. odbyła się druga elekcja, na której podstępem oddalono Mireckiego i jego niektórych zwolenników, przez co skłonił Wychowski pozostałych do oddaniu głosu na siebie.

Został więc Wychowski opatem – objął stół i dobra z woli króla, ale wbrew woli papieskiej Aleksandra VIII, który Klasztor Łysogórski i osobę opata obłożył ekskomuniką. O jej zniesienie starał się bezskutecznie w Rzymie ks. Wota w roku 1697.

W końcu papież Klemens XI około 1705-6 roku zmusił Wychowskiego do ustąpienia z dóbr opackich. Był uczestnikiem Walnej Rady Warszawskiej 1710 roku. 
Współczesny Wychowskiemu kronikarz klasztoru o. Jacek Jabłoński przedstawia opata jako dobroczyńcę, który własnym nakładem odbudował mury klasztorne, szczodrobliwie ozdobił kościół aparatami, a na górze (w klasztorze) i dole (w Starej Słupi) swoim sukcesorom przyzwoite rezydencje pozostawił
Pochowany w kolegiacie Świętej Trójcy w Janowie Podlaskim.